# Dehahna
Dehahna est une commune de la wilaya de M'Sila en Algérie.

## Géographie
Située à 60km au nord-est du chef lieu de la wilaya M'Sila, elle est à l'intersection de trois départements; M'Sila, Setif par le nord-est (commun de Ouled Tebben),et Bordj Bou Arreridj par le nord-ouest (commune de Taglait).